# Louis-Henry Paisible
Louis-Henry Paisible   (Saint-Cloud, 21 de juliol de 1748 - Sant Petersburg, 19 de març de 1782) fou un compositor i violinista francès. Fou deixeble de Pierre Gaviniès, i mostra tal aptitud pel violí, que aviat assolí entrar en una orquestra notable i en la capella de música de la duquessa de Borbó-Conti; més va recórrer diferents països europeus, recollint molts èxits en els concerts que donava. Trobant-se a Rússia amb motiu d'una gira artística, i desitjant fer-se aplaudir per l'emperadriu Caterina II de Rússia, no va poder veure satisfets el seu desig degut a les intrigues de Lolli. Des de llavors sembla que la fortuna no li'n fou gaire favorable; en els concerts que donava difícilment aconseguia cobrir despeses, motiu pel qual entrà al servei d'un personatge rus, però aquesta situació no li fou agradable al violinista, i tornà a donar concerts, que tampoc li proporcionaren els avantatges pecuniaris que esperava. Mancat de recursos, i havent contret deutes a Moscou (on l'havia portat el servei del personatge abans nomenat) sota la promesa de refer als seus creditors a la seva tornada a Sant Petersburg, no trobà en aquesta capital la forma de satisfer a aquests, pel qual es suïcidà d'un tret al cap. Publicà dos concerts per a violí i 12 quartets per a instruments d'arc en dues sèries.